# Schloss Burggrub (Geiselwind)
Das Schloss Burggrub ist ein ehemaliger Adelssitz im Geiselwinder Gemeindeteil Burggrub im unterfränkischen Landkreis Kitzingen.

## Geschichte
Das Dorf Burggrub war zunächst im Besitz der Grafen von Castell, bevor es zu Beginn des 16. Jahrhunderts ganz verlassen wurde. Die Brüder Konrad, Heinrich und Georg zu Castell veräußerten den öden Weiler im Jahr 1568 an die Herren von Crailsheim. Wolfgang von Crailsheim siedelte wieder Bewohner an und baute ein kleines Schloss für sich und seine Familie.
Die Anlage war zunächst von einem Wassergraben umgeben und mit einer Mauer und Ecktürmen ausgestattet. Mit dem Jahr 1732 kam das Dorf und das Schloss an die Fürsten von Schwarzenberg. Die neuen Besitzer nahmen weitere Veränderungen am Schloss vor. Heute sind die erhaltenen Reste des Baus Teil eines landwirtschaftlichen Anwesens. Das Schlösschen in Burggrub wird vom Bayerischen Landesamt für Denkmalpflege als Baudenkmal eingeordnet, die Überreste der Vorgängerbauten werden als Bodendenkmal geführt.

## Beschreibung
Die erhaltenen Reste des Schlosses befinden sich im Haus Nr. 9 an der Abzweigung von der Kreisstraße KT 49. Es handelt sich um ein verputztes Wohnhaus mit einem Walmdach und einem Glockentürmchen. Daneben sind ein rundbogiger Eingang und Überreste des ehemaligen Wassergrabens erhalten. Ein tonnengewölbter Keller befindet sich unterhalb der Anlage.